# Središnji živčani sustav
Središnji živčani sustav (SŽS ili CNS) dio je živčanog sustava koji koordinira aktivnosti svih dijelova tijela svih višestaničnih životinja, osim spužvi i radijalno simetričnih životinja kao što su meduze. 
Ima dva temeljna dijela:
- periferni živčani sustav (PŽŠ)
- središnji živčani sustav (SŽS)[1]

Sadrži većinu živčanog sustava, a sastoji se od mozga i kralježnične moždine, kao i mrežnice. Zajedno s perifernim živčanim sustavom, on ima temeljnu ulogu u kontroli ponašanja. SŽS je sadržan u dorzalnoj šupljini, uz mozak u lubanjskoj šupljini i kralježničnu moždinu u kralježničnoj šupljini. Kod kralježnjaka, mozak je zaštićen lubanjom, a kralježnična moždina kralješcima, a oba se nalaze u moždanim ovojnicama.

## Bolesti središnjeg živčanog sustava
Postoje mnoge bolesti središnjeg živčanog sustava, uključujući infekcije središnjeg živčanog sustava kao što su encefalitis i dječja paraliza, neurodegenerativnih bolesti poput Alzheimerove bolesti i amiotrofične lateralne skleroze, autoimune i upalne bolesti kao što su multipla skleroza ili akutni diseminirani encefalomijelitis i genetski poremećaji kao što su Krabbe bolest, Huntingtonova bolest ili adrenoleukodistrofija. Na kraju, tumori središnjeg živčanog sustava mogu uzrokovati teške bolesti, a ukoliko su maligni, mogu imati vrlo visoke stope smrtnosti.